# Улдіс Крастс
Улдіс Крастс (латис. Uldis Krasts; 26 березня 1943, Вентспілс, Латвія — 25 грудня 2022) — лівський поет, прозаїк, перекладач і журналіст.

## Біфографія
Крастс народився в лівській рибальській сім'ї у Вентспілсі. Належить до лівских авторів 1990-их, хоча як літератор відомий набагато раніше. Активний діяч програми «Береги лівів». Крастс працював будівельником, меліоратором, бібліотекарем, журналістом і режисером в шкільному театрі. Твори Крастса перекладені естонською, литовською, лівською й есперанто. Крастс написав кілька п'єс.

## Відомі твори
- «Я тебе люблю» («Es tevi mīlu»),
- «Де ти» («Kur tu esi»),
- «Нехай арфа зламана …» («Kaut arfa salauzta …»)